# 周敘 (正德進士)
周敍（1481年—？），原名周天叙，字子厚，湖廣都指揮使司九溪衛（今湖南省大庸市慈利縣）人，明朝政治人物，官至工部尚書。

## 生平
弘治十七年（1504年）甲子科湖廣鄉試第五十五名舉人，正德六年（1511年），登辛未科進士，授大理寺右評事。正德十年，升大理寺左寺正。正德十四年（1519年）武宗南巡之爭時，因上疏勸諫，貶為浙江永嘉縣縣丞。
正德十六年（1521年），升廣東韶州府知府。明世宗即位，升任四川按察司副使。嘉靖七年（1528年），升四川右參政，改山西按察使。次年，改陝西右布政使、左布政使。嘉靖十年（1531年），升都察院右副都御史、巡撫遼東。嘉靖十二年（1533年），改南京都察院右副都御史，兼提督江防。次年，改大理寺卿。嘉靖十四年，為戶部右侍郎，提督倉場。次年改兵部左侍郎。嘉靖十五年，任右都御史、總督宣大軍務。嘉靖十七年，擔任工部尚書，提督工程。

## 家族
曾祖周鏞，正千户；祖周禎，正千户；父周璧，慶符知縣。母张氏。永感下。兄天爵、天民、天禄（指挥佥事）、弟天秩。